# Latécoère 521

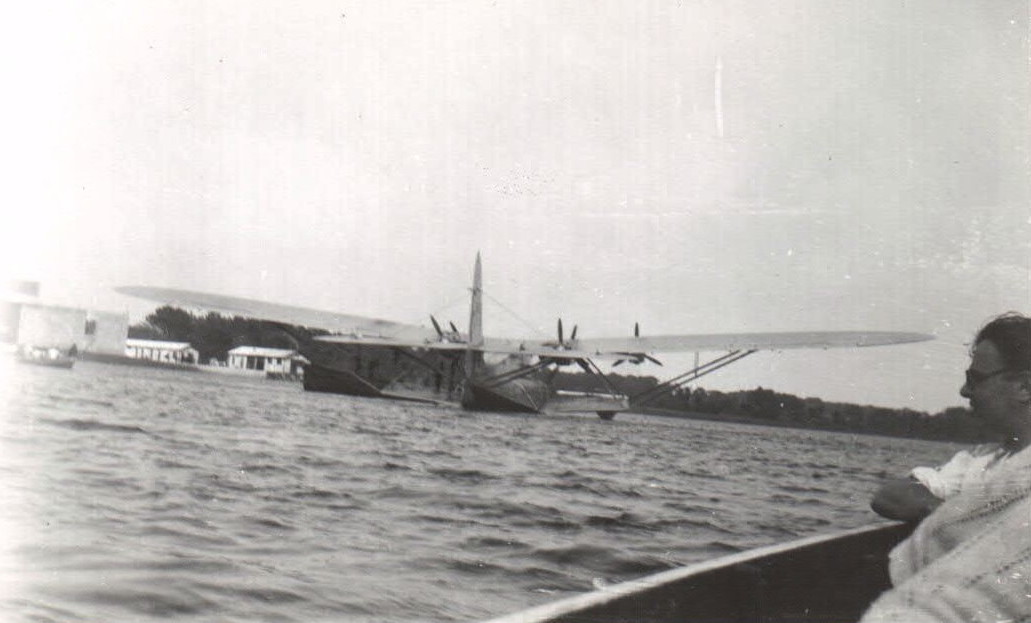
Latécoère 521 auf dem Étang de Biscarrosse et de Parentis (1934)

Die Latécoère 521 war ein Flugboot des französischen Herstellers Latécoère und eine der ersten großen Transatlantikmaschinen. Das Einzelstück war mit sechs Kolbenmotoren ausgerüstet und bot 72 Passagieren Platz. Es wurde nach dem Kapitänleutnant Paulin Paris auf den Namen „Lieutenant de Vaisseau Paris“ getauft.

## Geschichte
Am 10. Januar 1935 wurde die Latécoère 521 erstmals zu Wasser gelassen. Der Erstflug erfolgte am 15. Januar durch die Latécoère-Werkspiloten Jean Gonord und Pierre Crespy. Anschließend wurden an den Querrudern einige Änderungen vorgenommen. Am 9. Februar wurde das Flugboot erstmals der Öffentlichkeit präsentiert. Ihren ersten längeren Flug führte die „Lieutenant de Vaisseau Paris“ am 11. Juni 1935 mit 25 Passagieren an Bord nach Le Havre durch. Am 8. Dezember gleichen Jahres startete die 521 zu einem Demonstrationsflug von Frankreich aus über Dakar und Natal (Brasilien) auf die Französischen Antillen. In den USA geriet die Maschine im Hafen von Pensacola in einen Hurrikan und erlitt schwere Schäden. Sie wurde im Januar 1936 mit dem norwegischen Frachter President Herreenschmid nach Frankreich zurückgebracht und dort repariert, gleichzeitig wurden die Hispano-Suiza-12Ybrs-Motoren durch stärkere HS 12Y-37 ersetzt. Danach nahm sie den Transatlantikverkehr für die Air France auf, überwiegend mit Flügen nach New York, aber auch nach Südamerika, wobei sie insgesamt zwölfmal den Atlantik überquerte.
Beim Ausbruch des Zweiten Weltkriegs wurde die Maschine in Marokko stationiert und zur Überwachung des Nordatlantiks eingesetzt. 1940 kam sie in die Hände des Vichy-Regimes. Im August 1944 wurde sie, auf dem Étang de Berre liegend, von deutschen Truppen, die sich nach der Landung der Alliierten an der Côte d’Azur zurückzogen, zerstört und versenkt. Auch das Nachfolgemodell Latécoère 522 und die beiden Exemplare des Modells 523 überstanden den Weltkrieg nicht.

## Technische Daten

Dreiseitenansicht

| Kenngröße             | Daten                                                                   |
| --------------------- | ----------------------------------------------------------------------- |
| Besatzung             | 6                                                                       |
| Passagiere            | 30 bis 70                                                               |
| Länge                 | 31,60 m                                                                 |
| Spannweite            | 49,30 m                                                                 |
| Höhe                  | 9,07 m                                                                  |
| Flügelfläche          | 330 m²                                                                  |
| Leermasse             | 20.490 kg                                                               |
| Startmasse            | 37.930 kg                                                               |
| Reisegeschwindigkeit  | 213 km/h                                                                |
| Höchstgeschwindigkeit | 250 km/h                                                                |
| Dienstgipfelhöhe      | 6.300 m                                                                 |
| Reichweite            | 5.800 km                                                                |
| Triebwerke            | sechs 12-Zylinder-V-Motoren Hispano-Suiza 12Ybrs mit je 630 kW (857 PS) |